# Ypthima matinia
Ypthima matinia är en fjärilsart som beskrevs av Hans Fruhstorfer 1911. Ypthima matinia ingår i släktet Ypthima och familjen praktfjärilar. Inga underarter finns listade i Catalogue of Life.